# Antoine Poupel
 (mai 2011).
Si vous disposez d'ouvrages ou d'articles de référence ou si vous connaissez des sites web de qualité traitant du thème abordé ici, merci de compléter l'article en donnant les références utiles à sa vérifiabilité et en les liant à la section « Notes et références ».
Antoine Poupel est un photographe plasticien français, né en 1956 au Havre. 

## Biographie
Antoine Poupel est diplômé en 1982 de l’école Régionale des Beaux-arts du Havre. Deux ans plus tard, il est pensionnaire à l’Aacadémie de France à Rome, lauréat de la bourse de la villa Médicis. 